# Christian Fuchs
Christian Fuchs (Neunkirchen, 7 april 1986) is een Oostenrijks voetballer. Hij speelt als linksachter, maar kan ook als linkermiddenvelder opgesteld worden. Hij verruilde FC Schalke 04 in juli 2015 voor Leicester City, dat hem transfervrij overnam. Fuchs was van 2006 tot en met 2016 international in het Oostenrijks voetbalelftal, waarvoor hij 78 wedstrijden speelde en één keer scoorde.

## Clubcarrière
Fuchs begon zijn carrière op het vierde niveau van het Oostenrijks competitiesysteem bij 1. Wiener Neustädter SC, eerst in het jeugdelftal, daarna in de A-selectie. Zijn debuut maakte Fuchs op 21 september 2002 in de Landesliga tegen SC Ortmann (1–1 gelijkspel). In de 26ste minuut maakte hij zijn eerste doelpunt in het professioneel voetbal. Na afloop van het seizoen 2002/03 tekende Christian Fuchs een contract bij SV Mattersburg, dat uitkwam in de Bundesliga, het hoogste competitieniveau van het land. Bij de club speelde hij eerst op amateurbasis; halverwege het seizoen kwam hij ook in actie in het betaald voetbal. Fuchs kwam in de periode tussen 2003 en 2008 in totaal tot 140 optredens in de Oostenrijkse competitie voor Mattersburg.

### VfL Bochum
Na het Europees kampioenschap voetbal 2008 vertrok Fuchs in juli naar Duitsland, waar hij voor een bedrag van ongeveer één miljoen euro een contract voor drie jaar tekende bij VfL Bochum. Fuchs was de derde Oostenrijker die in de zomertransferperiode vertrok naar de Duitse competitie, na Sebastian Prödl (naar Werder Bremen) en Ümit Korkmaz (naar Eintracht Frankfurt). Zijn debuut in de Duitse Bundesliga maakte hij op 16 augustus 2008 in de met 1–0 verloren wedstrijd tegen Karlsruher SC. Bij Bochum speelde Fuchs in het seizoen 2009/10 31 van de 34 competitiewedstrijden. Na afloop van die jaargang nam 1. FSV Mainz 05 hem voor één seizoen op huurbasis over, met een optie tot koop. VfL Bochum verlengde tegelijkertijd het contract met Fuchs tot juni 2012. In het seizoen 2010/11 speelde hij bij Mainz 31 wedstrijden in de Bundesliga; hij maakte geen doelpunten, maar gaf wel acht assists. Mede hierdoor stond FSV Mainz 05 enkele weken op de eerste plaats, tot op 31 oktober met 0–2 verloren werd van Borussia Dortmund.

### FC Schalke 04
In juni 2011 werd duidelijk dat de Duitse topclub FC Schalke 04 interesse had in een overname van Fuchs. Het doorlopend contract bij Mainz bevatte een afkoopsom van minder dan vijf miljoen euro; Schalke betaalde dat bedrag voor een contract voor vier jaar. Zijn debuut maakte hij in de eerste speelronde van het nieuwe competitieseizoen tegen VfB Stuttgart. De wedstrijd, gespeeld op 6 augustus, eindigde in een 3–0 nederlaag; Fuchs stond het volledige duel op het veld, evenals alle andere competitieduels waarin hij dat seizoen in actie kwam. Christian Fuchs speelde bij FC Schalke 04 zijn eerste internationale clubwedstrijd: op 25 augustus speelde hij de hele returnwedstrijd in de kwalificatieronde voor de UEFA Europa League tegen HJK Helsinki (6–1 winst). In september hielp Fuchs zijn club aan een overwinning in de groepsfase van het hoofdtoernooi op Maccabi Haifa, evenals de bij Schalke debuterende trainer Huub Stevens. In de achtste minuut schoot hij op aangeven van Klaas-Jan Huntelaar raak; in de tweede helft benutte Fuchs een vrije trap. In de Europa League werd uiteindelijk de kwartfinale bereikt; Fuchs speelde in elf wedstrijden mee, maar miste door een verkoudheid de beslissende returnwedstrijd (2–2), die Athletic Bilbao over twee wedstrijden een plaats in de halve finale bezorgde. In de seizoenen 2011/12 en 2012/13 speelde hij 29 competitiewedstrijden, maar het seizoen 2013/14 ging grotendeels aan Fuchs voorbij door een knieblessure. In de daaropvolgende jaargang was hij weer een basiskracht.

### Leicester City
Fuchs tekende in juni 2015 een contract tot medio 2018 bij Leicester City, op dat moment actief in de Premier League. Dat nam hem transfervrij over van Schalke. Op 21 juli maakte Fuchs zijn officieuze debuut voor Leicester, in een oefenwedstrijd tegen Lincoln City (1–3 winst). Fuchs speelde op 8 augustus 2015 zijn eerste wedstrijd in de Premier League, een met 4–2 gewonnen thuisduel tegen Sunderland. Op 2 mei 2016 werd Fuchs met Leicester City kampioen van Engeland. Dit werd definitief na een gelijkspel van Tottenham Hotspur uit tegen Chelsea. Het was het eerste landskampioenschap in het bestaan van de club.

## Clubstatistieken
| Seizoen | Club           | Competitie     | Competitie | Competitie | Beker | Beker | Internationaal | Internationaal | Totaal | Totaal |
| Seizoen | Club           | Competitie     | Wed.       | Dlp.       | Wed.  | Dlp.  | Wed.           | Dlp.           | Wed.   | Dlp.   |
| ------- | -------------- | -------------- | ---------- | ---------- | ----- | ----- | -------------- | -------------- | ------ | ------ |
| 2003/04 | SV Mattersburg | Bundesliga     | 14         | 0          | 1     | 0     | —              | —              | 15     | 0      |
| 2004/05 | SV Mattersburg | Bundesliga     | 24         | 2          | 2     | 0     | —              | —              | 26     | 2      |
| 2005/06 | SV Mattersburg | Bundesliga     | 35         | 1          | 5     | 2     | —              | —              | 40     | 3      |
| 2006/07 | SV Mattersburg | Bundesliga     | 35         | 6          | 4     | 1     | 2              | 0              | 41     | 7      |
| 2007/08 | SV Mattersburg | Bundesliga     | 33         | 3          | 0     | 0     | —              | —              | 33     | 3      |
| 2008/09 | VfL Bochum     | Bundesliga     | 22         | 2          | 2     | 0     | —              | —              | 24     | 2      |
| 2009/10 | VfL Bochum     | Bundesliga     | 31         | 4          | 2     | 0     | —              | —              | 33     | 4      |
| 2010/11 | →FSV Mainz 05  | Bundesliga     | 31         | 0          | 2     | 0     | —              | —              | 33     | 0      |
| 2011/12 | Schalke 04     | Bundesliga     | 29         | 2          | 4     | 0     | 11             | 2              | 44     | 4      |
| 2012/13 | Schalke 04     | Bundesliga     | 29         | 0          | 2     | 0     | 6              | 1              | 37     | 1      |
| 2013/14 | Schalke 04     | Bundesliga     | 16         | 0          | 2     | 0     | 7              | 0              | 25     | 0      |
| 2014/15 | Schalke 04     | Bundesliga     | 25         | 2          | 0     | 0     | 5              | 1              | 30     | 3      |
| 2015/16 | Leicester City | Premier League | 32         | 0          | 2     | 0     | —              | —              | 34     | 0      |
| 2016/17 | Leicester City | Premier League | 36         | 2          | 3     | 0     | 9              | 0              | 48     | 2      |
| 2017/18 | Leicester City | Premier League | 25         | 0          | 4     | 0     | —              | —              | 29     | 0      |
| 2018/19 | Leicester City | Premier League | 3          | 0          | 5     | 1     | —              | —              | 8      | 1      |
| 2019/20 | Leicester City | Premier League | 11         | 0          | 6     | 0     | —              | —              | 17     | 0      |
| 2020/21 | Leicester City | Premier League | 9          | 0          | 2     | 0     | 5              | 0              | 16     | 0      |
| Totaal  | Totaal         | Totaal         | 440        | 24         | 48    | 4     | 45             | 4              | 533    | 32     |

## Interlandcarrière
Christian Fuchs maakte zijn debuut in het Oostenrijks voetbalelftal op 23 mei 2006 in een vriendschappelijke interland tegen Kroatië. In de met 1–4 verloren wedstrijd verving hij na 84 minuten speeltijd Stefan Lexa. Andere debutanten in het duel waren Thomas Prager (sc Heerenveen), Christoph Leitgeb (SK Sturm Graz) en Marc Janko (Red Bull Salzburg). Fuchs' eerste zeventien interlands waren uitsluitend vriendschappelijk; pas op 16 juni 2008 speelde hij zijn eerste competitieve wedstrijd op het Europees kampioenschap voetbal 2008 tegen Duitsland (0–1 verlies). Hij droeg de aanvoerdersband in een oefeninterland tegen Zwitserland op 11 augustus 2010 en was ook in veel daaropvolgende wedstrijden de aanvoerder van Oostenrijk. Vanaf Fuchs' 48ste interland is hij steevast de leider van het nationaal elftal. Zijn eerste interlanddoelpunt maakte hij op 17 november 2010 in een met 1–2 verloren vriendschappelijke wedstrijd tegen het Grieks voetbalelftal. Fuchs won met het nationaal elftal op 8 september 2015 de EK-kwalificatiewedstrijd in en tegen Zweden met 1–4, waardoor Oostenrijk zich kwalificeerde voor het Europees kampioenschap voetbal 2016. Met Oostenrijk nam Fuchs in juni 2016 deel aan het toernooi in Frankrijk. Oostenrijk werd uitgeschakeld in de groepsfase na nederlagen tegen Hongarije (0–2) en IJsland (1–2) en een gelijkspel tegen Portugal (0–0). Na afloop van het toernooi stopte hij als international.
| Interlands van Christian Fuchs voor Oostenrijk | Interlands van Christian Fuchs voor Oostenrijk | Interlands van Christian Fuchs voor Oostenrijk | Interlands van Christian Fuchs voor Oostenrijk | Interlands van Christian Fuchs voor Oostenrijk | Interlands van Christian Fuchs voor Oostenrijk | Interlands van Christian Fuchs voor Oostenrijk |
| №                                              | Datum                                          | Wedstrijd                                      | Uitslag                                        | Soort wedstrijd                                | Doelpunten                                     |                                                |
| Als speler bij SV Mattersburg                  | Als speler bij SV Mattersburg                  | Als speler bij SV Mattersburg                  | Als speler bij SV Mattersburg                  | Als speler bij SV Mattersburg                  | Als speler bij SV Mattersburg                  | Als speler bij SV Mattersburg                  |
| ---------------------------------------------- | ---------------------------------------------- | ---------------------------------------------- | ---------------------------------------------- | ---------------------------------------------- | ---------------------------------------------- | ---------------------------------------------- |
| 1.                                             | 23 mei 2006                                    | Oostenrijk – Kroatië                           | 1 – 4                                          | Vriendschappelijk                              |                                                |                                                |
| 2.                                             | 6 oktober 2006                                 | Liechtenstein – Oostenrijk                     | 1 – 2                                          | Vriendschappelijk                              |                                                |                                                |
| 3.                                             | 11 oktober 2006                                | Oostenrijk – Zwitserland                       | 2 – 1                                          | Vriendschappelijk                              |                                                |                                                |
| 4.                                             | 15 november 2006                               | Oostenrijk – Trinidad en Tobago                | 4 – 1                                          | Vriendschappelijk                              |                                                |                                                |
| 5.                                             | 7 februari 2007                                | Malta – Oostenrijk                             | 1 – 1                                          | Vriendschappelijk                              |                                                |                                                |
| 6.                                             | 24 maart 2007                                  | Oostenrijk – Ghana                             | 1 – 1                                          | Vriendschappelijk                              |                                                |                                                |
| 7.                                             | 28 maart 2007                                  | Frankrijk – Oostenrijk                         | 1 – 0                                          | Vriendschappelijk                              |                                                |                                                |
| 8.                                             | 30 mei 2007                                    | Oostenrijk – Schotland                         | 0 – 1                                          | Vriendschappelijk                              |                                                |                                                |
| 9.                                             | 2 juni 2007                                    | Oostenrijk – Paraguay                          | 0 – 0                                          | Vriendschappelijk                              |                                                |                                                |
| 10.                                            | 7 september 2007                               | Oostenrijk – Japan                             | 0 – 0                                          | Vriendschappelijk                              |                                                |                                                |
| 11.                                            | 11 september 2007                              | Oostenrijk – Chili                             | 0 – 2                                          | Vriendschappelijk                              |                                                |                                                |
| 12.                                            | 13 oktober 2007                                | Zwitserland – Oostenrijk                       | 3 – 1                                          | Vriendschappelijk                              |                                                |                                                |
| 13.                                            | 17 oktober 2007                                | Oostenrijk – Ivoorkust                         | 3 – 2                                          | Vriendschappelijk                              |                                                |                                                |
| 14.                                            | 21 november 2007                               | Oostenrijk – Tunesië                           | 0 – 0                                          | Vriendschappelijk                              |                                                |                                                |
| 15.                                            | 6 februari 2008                                | Oostenrijk – Duitsland                         | 0 – 3                                          | Vriendschappelijk                              |                                                |                                                |
| 16.                                            | 26 maart 2008                                  | Oostenrijk – Nederland                         | 3 – 4                                          | Vriendschappelijk                              |                                                |                                                |
| 17.                                            | 27 mei 2008                                    | Oostenrijk – Nigeria                           | 1 – 1                                          | Vriendschappelijk                              |                                                |                                                |
| 18.                                            | 16 juni 2008                                   | Oostenrijk – Duitsland                         | 0 – 1                                          | EK 2008                                        |                                                |                                                |
| Als speler bij VfL Bochum                      |                                                |                                                |                                                |                                                |                                                |                                                |
| 19.                                            | 20 augustus 2008                               | Oostenrijk – Italië                            | 2 – 2                                          | Vriendschappelijk                              |                                                |                                                |
| 20.                                            | 6 september 2008                               | Oostenrijk – Frankrijk                         | 3 – 1                                          | Kwalificatie WK 2010                           |                                                |                                                |
| 21.                                            | 10 september 2008                              | Litouwen – Oostenrijk                          | 2 – 0                                          | Kwalificatie WK 2010                           |                                                |                                                |
| 22.                                            | 11 oktober 2008                                | Faeröer – Oostenrijk                           | 1 – 1                                          | Kwalificatie WK 2010                           |                                                |                                                |
| 23.                                            | 15 oktober 2008                                | Oostenrijk – Servië                            | 1 – 3                                          | Kwalificatie WK 2010                           |                                                |                                                |
| 24.                                            | 19 november 2008                               | Oostenrijk – Turkije                           | 2 – 4                                          | Vriendschappelijk                              |                                                |                                                |
| 25.                                            | 12 augustus 2009                               | Oostenrijk – Kameroen                          | 0 – 2                                          | Vriendschappelijk                              |                                                |                                                |
| 26.                                            | 5 september 2009                               | Oostenrijk – Faeröer                           | 3 – 1                                          | Kwalificatie WK 2010                           |                                                |                                                |
| 27.                                            | 9 september 2009                               | Roemenië – Oostenrijk                          | 1 – 1                                          | Kwalificatie WK 2010                           |                                                |                                                |
| 28.                                            | 14 oktober 2009                                | Frankrijk – Oostenrijk                         | 3 – 1                                          | Kwalificatie WK 2010                           |                                                |                                                |
| 29.                                            | 18 november 2009                               | Oostenrijk – Spanje                            | 1 – 5                                          | Vriendschappelijk                              |                                                |                                                |
| 30.                                            | 3 maart 2010                                   | Oostenrijk – Denemarken                        | 2 – 1                                          | Vriendschappelijk                              |                                                |                                                |
| 31.                                            | 19 mei 2010                                    | Oostenrijk – Kroatië                           | 0 – 1                                          | Vriendschappelijk                              |                                                |                                                |
| Als speler bij 1. FSV Mainz 05                 |                                                |                                                |                                                |                                                |                                                |                                                |
| 32.                                            | 11 augustus 2010                               | Oostenrijk – Zwitserland                       | 0 – 1                                          | Vriendschappelijk                              |                                                |                                                |
| 33.                                            | 7 september 2010                               | Oostenrijk – Kazachstan                        | 2 – 0                                          | Kwalificatie EK 2012                           |                                                |                                                |
| 34.                                            | 8 oktober 2010                                 | Oostenrijk – Azerbeidzjan                      | 3 – 0                                          | Kwalificatie EK 2012                           |                                                |                                                |
| 35.                                            | 12 oktober 2010                                | België – Oostenrijk                            | 4 – 4                                          | Kwalificatie EK 2012                           |                                                |                                                |
| 36.                                            | 17 november 2010                               | Oostenrijk – Griekenland                       | 1 – 2                                          | Vriendschappelijk                              | 67'                                            |                                                |
| 37.                                            | 9 februari 2011                                | Nederland – Oostenrijk                         | 3 – 1                                          | Vriendschappelijk                              |                                                |                                                |
| 38.                                            | 25 maart 2011                                  | Oostenrijk – België                            | 0 – 2                                          | Kwalificatie EK 2012                           |                                                |                                                |
| 39.                                            | 29 maart 2011                                  | Turkije – Oostenrijk                           | 2 – 0                                          | Kwalificatie EK 2012                           |                                                |                                                |
| 40.                                            | 3 juni 2011                                    | Oostenrijk – Duitsland                         | 1 – 2                                          | Kwalificatie EK 2012                           |                                                |                                                |
| 41.                                            | 7 juni 2011                                    | Oostenrijk – Letland                           | 3 – 1                                          | Vriendschappelijk                              |                                                |                                                |
| Als speler bij FC Schalke 04                   |                                                |                                                |                                                |                                                |                                                |                                                |
| 42.                                            | 10 augustus 2011                               | Oostenrijk – Slowakije                         | 1 – 2                                          | Vriendschappelijk                              |                                                |                                                |
| 43.                                            | 2 september 2011                               | Duitsland – Oostenrijk                         | 6 – 2                                          | Kwalificatie EK 2012                           |                                                |                                                |
| 44.                                            | 6 september 2011                               | Oostenrijk – Turkije                           | 0 – 0                                          | Kwalificatie EK 2012                           |                                                |                                                |
| 45.                                            | 7 oktober 2011                                 | Azerbeidzjan – Oostenrijk                      | 1 – 4                                          | Kwalificatie EK 2012                           |                                                |                                                |
| 46.                                            | 11 oktober 2011                                | Kazachstan – Oostenrijk                        | 0 – 0                                          | Kwalificatie EK 2012                           |                                                |                                                |
| 47.                                            | 15 november 2011                               | Oekraïne – Oostenrijk                          | 2 – 1                                          | Vriendschappelijk                              |                                                |                                                |
| 48.                                            | 15 augustus 2012                               | Oostenrijk – Turkije                           | 2 – 0                                          | Vriendschappelijk                              |                                                |                                                |
| 49.                                            | 11 september 2012                              | Oostenrijk – Duitsland                         | 1 – 2                                          | Kwalificatie WK 2014                           |                                                |                                                |
| 50.                                            | 12 oktober 2012                                | Kazachstan – Oostenrijk                        | 0 – 0                                          | Kwalificatie WK 2014                           |                                                |                                                |
| 51.                                            | 16 oktober 2012                                | Oostenrijk – Kazachstan                        | 4 – 0                                          | Kwalificatie WK 2014                           |                                                |                                                |
| 52.                                            | 22 maart 2013                                  | Oostenrijk – Faeröer                           | 6 – 0                                          | Kwalificatie WK 2014                           |                                                |                                                |
| 53.                                            | 26 maart 2013                                  | Ierland – Oostenrijk                           | 2 – 2                                          | Kwalificatie WK 2014                           |                                                |                                                |
| 54.                                            | 7 juni 2013                                    | Oostenrijk – Zweden                            | 2 – 1                                          | Kwalificatie WK 2014                           |                                                |                                                |
| 55.                                            | 14 augustus 2013                               | Oostenrijk – Griekenland                       | 0 – 2                                          | Vriendschappelijk                              |                                                |                                                |
| 56.                                            | 6 september 2013                               | Duitsland – Oostenrijk                         | 3 – 0                                          | Kwalificatie WK 2014                           |                                                |                                                |
| 57.                                            | 10 september 2013                              | Oostenrijk – Ierland                           | 1 – 0                                          | Kwalificatie WK 2014                           |                                                |                                                |
| 58.                                            | 11 oktober 2013                                | Zweden – Oostenrijk                            | 2 – 1                                          | Kwalificatie WK 2014                           |                                                |                                                |
| 59.                                            | 15 oktober 2013                                | Faeröer – Oostenrijk                           | 0 – 3                                          | Kwalificatie WK 2014                           |                                                |                                                |
| 60.                                            | 19 november 2013                               | Oostenrijk – Verenigde Staten                  | 1 – 0                                          | Vriendschappelijk                              |                                                |                                                |
| 61.                                            | 8 september 2014                               | Oostenrijk – Zweden                            | 1 – 1                                          | Kwalificatie EK 2016                           |                                                |                                                |
| 62.                                            | 9 oktober 2014                                 | Moldavië – Oostenrijk                          | 1 – 2                                          | Kwalificatie EK 2016                           |                                                |                                                |
| 63.                                            | 12 oktober 2014                                | Oostenrijk – Montenegro                        | 1 – 0                                          | Kwalificatie EK 2016                           |                                                |                                                |
| 64.                                            | 15 november 2014                               | Oostenrijk – Rusland                           | 1 – 0                                          | Kwalificatie EK 2016                           |                                                |                                                |
| 65.                                            | 18 november 2014                               | Oostenrijk – Brazilië                          | 1 – 2                                          | Vriendschappelijk                              |                                                |                                                |
| 66.                                            | 27 maart 2015                                  | Liechtenstein – Oostenrijk                     | 0 – 5                                          | Kwalificatie EK 2016                           |                                                |                                                |
| 67.                                            | 14 juni 2015                                   | Rusland – Oostenrijk                           | 0 – 1                                          | Kwalificatie EK 2016                           |                                                |                                                |
| Als speler bij Leicester City FC               |                                                |                                                |                                                |                                                |                                                |                                                |
| 68.                                            | 5 september 2015                               | Oostenrijk – Moldavië                          | 1 – 0                                          | Kwalificatie EK 2016                           |                                                |                                                |
| 69.                                            | 8 september 2015                               | Zweden – Oostenrijk                            | 1 – 4                                          | Kwalificatie EK 2016                           |                                                |                                                |
| 70.                                            | 9 oktober 2015                                 | Montenegro – Oostenrijk                        | 2 – 3                                          | Kwalificatie EK 2016                           |                                                |                                                |
| 71.                                            | 12 oktober 2015                                | Oostenrijk – Liechtenstein                     | 3 – 0                                          | Kwalificatie EK 2016                           |                                                |                                                |
| 72.                                            | 17 november 2015                               | Oostenrijk – Zwitserland                       | 1 – 2                                          | Vriendschappelijk                              |                                                |                                                |
| 73.                                            | 26 maart 2016                                  | Oostenrijk – Albanië                           | 2 – 1                                          | Vriendschappelijk                              |                                                |                                                |
| 74.                                            | 29 maart 2016                                  | Oostenrijk – Turkije                           | 1 – 2                                          | Vriendschappelijk                              |                                                |                                                |
| 75.                                            | 4 juni 2016                                    | Oostenrijk – Nederland                         | 0 – 2                                          | Vriendschappelijk                              |                                                |                                                |
| 76.                                            | 14 juni 2016                                   | Oostenrijk – Hongarije                         | 0 – 2                                          | EK 2016                                        |                                                |                                                |
| 77.                                            | 18 juni 2016                                   | Portugal – Oostenrijk                          | 0 – 0                                          | EK 2016                                        |                                                |                                                |
| 78.                                            | 22 juni 2016                                   | IJsland – Portugal                             | 2 – 1                                          | EK 2016                                        |                                                |                                                |

## Erelijst
| Competitie              |               |               |               |               |
| Competitie              | Aantal        | Jaren         |               |               |
| FC Schalke 04           | FC Schalke 04 | FC Schalke 04 | FC Schalke 04 | FC Schalke 04 |
| ----------------------- | ------------- | ------------- | ------------- | ------------- |
| Duitse supercup         | 1x            | 2011          |               |               |
| Leicester City          |               |               |               |               |
| Kampioen Premier League | 1x            | 2015/16       |               |               |
| FA Cup                  | 1x            | 2020/21       |               |               |